# Blepharita versuta
Blepharita versuta là một loài bướm đêm trong họ Noctuidae.